# Peter J. Stang
Peter John Stang (né le 17 novembre 1941) est un chimiste germano-américain et professeur émérite de chimie à l'université de l'Utah. Il est rédacteur en chef du Journal of the American Chemical Society de 2002 à 2020,.

## Biographie
Peter Stang est né à Nuremberg, en Allemagne, d'une mère allemande et d'un père hongrois. Il vit en Hongrie pendant la majeure partie de son adolescence. À l'école, il suit des cours rigoureux de mathématiques et de sciences. À la maison, il fabrique de la poudre à canon noire à partir d'ingrédients de la pharmacie et développe un indicateur de pH à partir du jus de chou rouge que sa mère cuisine et vend à ses «confrères chimistes».
En 1956, alors que Stang est au milieu de sa deuxième année au lycée, lui et sa famille fuient l'invasion soviétique de la Hongrie et immigrent à Chicago, Illinois. Ne parlant pas anglais, Stang échoue à ses cours d'histoire américaine et d'anglais, mais obtient la meilleure note de sa classe en sciences et en mathématiques. Malgré cela, Stang est admis à l'université DePaul et obtient son diplôme de premier cycle en 1963. Il obtient son doctorat en 1966 de l'université de Californie à Berkeley.
Après avoir passé un an en tant que boursier postdoctoral du NIH à l'Université de Princeton avec Paul Schleyer, Stang rejoint la faculté de chimie de l'université de l'Utah en 1969. Il devient doyen du Collège des sciences en 1997, année au cours de laquelle il crée la chaire de mathématiques John E. et Marva M. Warnock et supervise la construction et l'inauguration du nouveau centre de RMN David M. Grant en 2006. Il démissionne de son poste de doyen en 2007. Il est membre de l'Académie nationale des sciences. Il est rédacteur en chef du Journal of Organic Chemistry de 2000 à 2001. En 2013, il reçoit la médaille Priestley de l'American Chemical Society. Il est rédacteur en chef du Journal of the American Chemical Society de 2002 à 2020, remplacé en 2021 par Erick M. Carreira,.
Les recherches de Stang se concentrent sur la conception et la synthèse de petites molécules organiques qui s'auto-assemblent en formes géométriques plus grandes avec des applications potentielles en tant que nano-dispositifs, catalyseurs sélectifs de forme et agents moléculaires pour la séparation par chélation et chromatographie,.